# I Solisti Veneti
I Solisti Veneti is een Italiaans kamerorkest (eigenlijk een strijkorkest) onder leiding van dirigent Claudio Scimone.

## Geschiedenis
Het orkest, dat gespecialiseerd is in de uitvoering van barokmuziek werd opgericht in Padua in 1959 door dirigent Claudio Scimone. Het orkest maakte naam als specialist in de uitvoering van barokmuziek door hun vertolkingen van de muziek van Italiaanse componisten zoals Antonio Vivaldi, Tomaso Albinoni, Francesco Geminiani, Benedetto Marcello en Giuseppe Tartini. Piero Toso, Lucio Degani en Chiara Parrini zijn enkele toonaangevende orkestleden.
In tegenstelling tot veel andere barokorkesten speelt het orkest niet met historische instrumenten of reproducties ervan, maar met moderne instrumenten. Hun speelwijze komt voor veel mensen niet overeen met de moderne opvattingen over authentieke uitvoeringspraktijk.
I Solisti Veneti maakte meer dan 300 plaatopnamen, voor het grootste deel voor het label Erato, waaronder opnames van onbekende werken van Vivaldi, Albinoni en Rossini. Hun concerten werden ook opgenomen voor televisie en films en op DVD uitgebracht. Ze speelden in meer dan tachtig landen over de hele wereld en wonnen een Grammy award en de Grand Prix du Disque. Ze traden op met bekende solisten als Salvatore Accardo, Placido Domingo, Jean-Pierre Rampal, Marilyn Horne, James Galway, Mstislav Rostropovich, Sviatoslav Richter, Paul Badura-Skoda, Heinz Holliger, Guy Touvron, Nathan Milstein, Chris Merritt, Uto Ughi, Ruggero Raimondi, Cecilia Gasdia, Katia Ricciarelli en José Carreras.